# Euphyia perfectata
Euphyia perfectata är en fjärilsart som beskrevs av Walker 1862. Euphyia perfectata ingår i släktet Euphyia och familjen mätare. Inga underarter finns listade i Catalogue of Life.